# Čaire
Čaire is een plaats in de gemeente Kutina in de Kroatische provincie Sisak-Moslavina. De plaats telt 40 inwoners (2001).